# John Sewel
Ne doit pas être confondu avec John Sewell.
John Buttifant Sewel né le 15 janvier 1946 à Bradford, est une personnalité politique britannique, notamment membre de la Chambre des lords ((en) Chairman of House of Lords Committees).
Lord Sewel s'est fait connaître défavorablement fin juillet 2015 à la suite de la une du Sun ; il aurait consommé de la cocaïne et reçu une prostituée dans son appartement à Londres.

## Biographie
Né le 15 janvier 1946 à Bradford dans le Yorkshire, Sewel a étudié à l'université de Durham avant d'obtenir son diplôme de MSc à l'université de Swansea et le diplôme de Ph.D. à l'université d'Aberdeen,.

## Distinctions
- CBE (1984)[6]
- Baron (à vie) (1996)[7].